# 丹青社
株式会社丹青社（たんせいしゃ）は、商業施設・展示施設の内装・展示物等の製作を行う会社。乃村工藝社と並ぶ、日本のディスプレイ業界の二大業者のひとつである。

## 概要
美術館を含む博物館等の常設展のような恒久的展示施設や企画展・特別展のような一時的展示、博覧会・見本市等のイベント施設、百貨店、ブランド、食物販等の商業施設の内装、ディスプレイの企画、製作、施工を行っている。また、商業施設、商業テナント、博物館業務に関する研究活動や、各施設・店舗に対するコンサルタント業務も行っている。
2012年1月期の連結売上高構成比は商業その他施設事業56.0%、チェーンストア事業24.2%、文化施設事業15.5%、その他4.3%となっている。

## 沿革

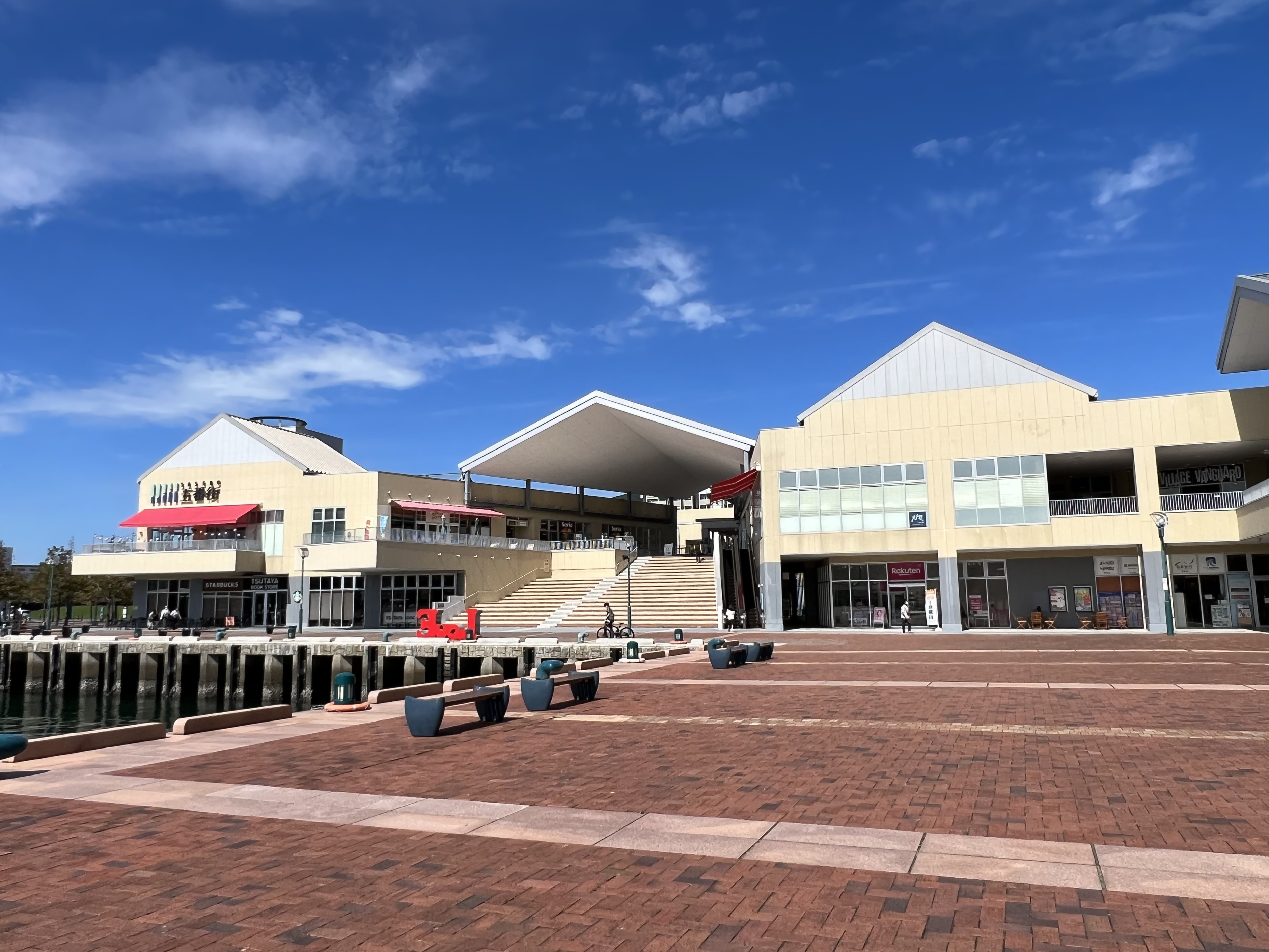
佐世保港湾岸地区の再開発事業で建設されたショッピングモール「させぼ五番街」
丹青社が建築デザインを担当、丹青モールマネジメント（現：JLLリテールマネジメント）と連携して開発に参画した物件。

- 1946年（昭和21年）10月 - 創業。
- 1959年（昭和34年）12月 - 株式会社丹青社を設立。
- 1970年（昭和45年）3月 - 日本万国博覧会の日本政府館、ソ連館等のディスプレイ工事を担当する。
- 1978年（昭和53年）11月 - 株式額面変更目的で同名の株式会社丹青社に合併。
- 1983年（昭和58年）
  - 8月 - 都市開発事業に進出。
  - 9月 - ジャスダックに株式上場。
- 1985年（昭和60年）3月 - 科学博の茨城館、鉄鋼館等のディスプレイ、内装工事を担当する。
- 1987年（昭和62年）3月 - ジャスダックより廃止、東京証券取引所第2部に上場。
- 1993年（平成5年）8月 - 中華民国国立自然科学博物館の展示工事を担当する。
- 1996年（平成8年） - ミュージアム情報サイト「インターネットミュージアム」を開設[1]。
- 2000年（平成12年）3月 - 東京証券取引所第1部に指定替え。
- 2002年（平成14年）8月 - グループ会社として、株式会社丹青モールマネジメント（現：JLLリテールマネジメント）を設立[2][3][4]。
- 2003年（平成15年）6月 - 上海に子会社を設立し、中華人民共和国へ進出。
- 2005年（平成17年）3月 - 愛知万博の長久手日本館、アメリカ館等のディスプレイ、内装工事を担当する。
- 2006年（平成18年）11月 - グッチ銀座店の内装工事を担当する。
- 2015年（平成27年）2月2日 - ジョーンズ・ラング・ラサール (JLL) が丹青社から丹青モールマネジメントの株式を一部取得する[5]。
- 2016年（平成28年）12月15日 - 同日付でJLLが残りの株式を丹青社から取得して完全子会社化[6][7][8]。これに伴い、同日付でJLLモールマネジメントに商号変更して丹青社グループを離脱した[6][7]。

## 関係会社

### 連結子会社
- 丹青TDC（東京都港区）
- 丹青ディスプレイ（東京都渋谷区）
- 丹青研究所（東京都台東区）
- JDN（東京都台東区）
- 丹青ビジネス（東京都台東区）
- 丹青ヒューマネット（東京都台東区）
- ティーアンドティー（東京都台東区）
- 丹青創藝設計咨詢（上海）有限公司（中華人民共和国上海市）
- 北京丹青嘉輝建築装飾有限公司（中華人民共和国北京市）

### 過去の関連会社
- 丹青モールマネジメント（現：JLLリテールマネジメント）
  - JLLに買収されグループを離脱。丹青モールマネジメント時代には、丹青社のもとで「させぼ五番街」の再開発事業などを共同で手掛けた。